# Bibliografia lui Isaac Asimov
Scopul acestui articol este să prezinte o bibliografie completă a lui Isaac Asimov, cuprinzând cărțile sale și antologiile editate de el. Pentru realizarea acesteia, s-au folosit materialele prezente în secțiunea "Cărțile lui Isaac Asimov" din Autobiografia lui Asimov, completate cu cele prezente pe ISFDB.
Deoarece Isaac Asimov a fost un autor extrem de prolific, colaborând cu numeroși autori și fiind implicat în multe proiecte, această listă s-ar putea să nu fie completă.

## Science-fiction și fantasy

### Romane
| - Pebble in the Sky (1950) ro. O piatră pe cer - The Stars, Like Dust (1951) ro. Pulbere de stele - Foundation (1951) ro. Fundația - David Starr: Space Ranger (1952) ro. Rătăcitor în spațiu - Foundation and Empire (1952) ro. Fundația și Imperiul - The Currents of Space (1952) ro. Curenții spațiului - Second Foundation (1953) ro. A doua Fundație - Lucky Starr and the Pirates of the Asteroids (1953) ro. Rătăcitor în spațiu - The Caves of Steel (1954) ro. Cavernele de oțel / Caverne de oțel - Lucky Starr and the Oceans of Venus (1954) ro. Fantomele soarelui - The End of Eternity (1955) ro. Sfârșitul eternității - Lucky Starr and the Big Sun of Mercury (1956) ro. Fantomele soarelui - The Naked Sun (1957) ro. Soarele gol - Lucky Starr and the Moons of Jupiter (1957) ro. Robotul de pe Jupiter - Lucky Starr and the Rings of Saturn (1958) ro. Robotul de pe Jupiter - Fantastic Voyage (1966) ro. Călătorie fantastică - The Gods Themselves (1972) ro. Zeii înșiși | - Foundation's Edge (1982) ro. Marginea Fundației - Norby, the Mixed-up Robot (1983) - cu Janet Asimov - The Robots of Dawn (1983) ro. Roboții de pe Aurora - Norby's Other Secret (1984) - cu Janet Asimov - Norby and the Lost Princess (1985) - cu Janet Asimov - Robots and Empire (1985) ro. Roboții și Imperiul - Norby and the Invaders (1985) - cu Janet Asimov - Foundation and Earth (1986) ro. Fundația și Pământul - Norby and the Queen's Necklace (1986) - cu Janet Asimov - Norby Finds a Villain (1987) - cu Janet Asimov - Fantastic Voyage II: Destination Brain (1987) ro. Destinația: creierul! - Prelude to Foundation (1988) ro. Preludiul Fundației - Norby Down to Earth (1988) - cu Janet Asimov - Nemesis (1989) ro. Nemesis - Norby and Yobo's Great Adventure (1989) - cu Janet Asimov - Norby and the Oldest Dragon (1990) - cu Janet Asimov - Nightfall (1990) - cu Robert Silverberg ro. Căderea nopții - The Ugly Little Boy (1992) - cu Robert Silverberg ro. Băiețelul cel urât - Norby and the Court Jester (1993) - cu Janet Asimov - Forward the Foundation (1993) ro. Fundația renăscută / Înainte de Fundație - The Positronic Man (1993) - cu Robert Silverberg ro. Omul pozitronic |

### Culegeri de povestiri
| - I, Robot (1950) ro. Eu, robotul - The Martian Way and Other Stories (1955) ro. Calea marțiană - Earth is Room Enough (1957) ro. Visele sunt sacre - Nine Tomorrows (1959) ro. Întrebarea finală - The Rest of the Robots (1964) ro. Povestiri cu roboți - Through a Glass, Clearly (1967) - Asmiov Mysteries (1968) - Nightfall and Other Stories (1969) - The Best New Thing (1971) - The Early Asimov (1972) ro. Perioada Campbell - The Best of Isaac Asimov (1973) - Have You Seen These? (1974) - Buy Jupiter and Other Stories (1975) ro. Întemeietorii - The Heavenly Host (1975) - "The Dream"-"Benjamin's Dream"-"Benjamin's Bicentennial Blast" (1976) | - Good Taste (1976) - The Bicentennial Man and Other Stories (1976) - Three by Asimov (1981) - The Complete Robot (1982) - The Winds of Change and Other Stories (1983) ro. Vântul schimbării - The Edge of Tomorrow (1985) - It's Such a Beautiful Day (1985) - The Alternative Asimovs (1986) - Science Fiction by Asimov (1986) - The Best Science Fiction of Isaac Asimov (1986) - Robot Dreams (1986) - Other Worlds of Isaac Asimov (1987) - Azazel (1988) - All the Troubles of the World (1989) - Franchise (1989) - Robbie (1989) - Sally (1989) - The Asimov Chronicles (1989) - Robot Visions (1990) - Gold: The Final Science Fiction Collection (1995) - Magic: The Final Fantasy Collection (1996) ro. Magie: Colecția definitivă de povestiri fantastice |

### Culegeri de eseuri science-fiction
| - Asimov on Science Fiction (1981) | - Asimov's Galaxy (1989) |

## Romane și culegeri de povestiri polițiste
| - The Death Dealers (1958) ro. Respirația morții - Tales of the Black Widowers (1974) - Murder at the ABA (1976) ro. Crimă la ABA - More Tales of the Black Widowers (1976) - The Key Word and Other Mysteries (1977) | - Casebook of the Black Widowers (1980) - The Union Club Mysteries (1983) - Banquets of the Black Widowers (1984) - The Disappearing Man and Other Stories (1985) - The Best Mysteries of Isaac Asimov (1986) - Puzzles of the Black Widowers (1990) - The Return of the Black Widowers (2003) |

## Non-ficțiune

### Știință generală
| - Words of Science (1959) - Breakthrough in Science (1960) - The Intelligent Man's Guide to Science (1960) - Asimov's Biographical Encyclopedia of Science and Technology (1964) - The New Intelligent Man's Guide to Science (1965) - Twentieth Century Discovery (1969) - Great Ideas of Science (1969) - Asimov's Biographical Encyclopedia of Science and Technology (ediție revăzută) (1972) - Asimov's Guide to Science (1972) - More Words of Science (1972) - Ginn Science Program - Intermediate Level A (1972) - Ginn Science Program - Intermediate Level C (1972) | - Ginn Science Program - Intermediate Level B (1972) - Ginn Science Program - Advanced Level A (1973) - Ginn Science Program - Advanced Level A (1973) - Please Explain (1973) - A Choice of Catastrophes (1979) - Exploring the Earth and the Cosmos (1982) ro. Ce știm și ce nu știm încă despre Pământ și cer - Asimov's Biographical Encyclopedia of Science and Technology (a doua ediție revăzută) (1982) - The Measure of the Universe (1983) - Asimov's New Guide to Science (1984) - Beginnings (1987) - Asimov's Chronology of Science and Discovery (1989) - Our Angry Earth (1991) - cu Frederik Pohl |

### Matematică
| - Realm of Numbers (1959) - Realm of Measure (1960) - Realm of Algebra (1961) - Quick and Easy Math (1964) | - An Easy Introduction to the Slide Rule (1965) - How Did We Find Out About Numbers? (1973) - The History of Mathematics (1989) |

### Astronomie
| - The Clock We Live On (1959) - The Kingdom of the Sun (1960) - Satellites in Outer Space (1960) - The Double Planet (1960) - Planets for Man (1964) - The Universe (1966) - The Moon (1967) - Environments Out There (1967) - To the Ends of the Universe (1967) - Mars (1967) - Stars (1968) - Galaxies (1968) - ABC's of Space (1969) - What Makes the Sun Shines? (1971) - Comets and Meteors (1973) - The Sun (1973) - Jupiter, the Largest Planet (1973) - Our World in Space (1974) - The Solar System (1975) - How Did We Find Out About Comets? (1975) - Eyes on the Universe (1975) - Alpha Centauri, the Nearest Star (1976) - The Collapsing Universe (1977) - How Did We Find Out About Outer Space? (1977) - Mars, the Red Planet (1977) - How Did We Find Out About Black Holes? (1978) - Saturn and Beyond (1979) - Extraterrestrial Civilizations (1979) ro. Civilizații extraterestre - Venus: Near Neighbor of the Sun (1981) - Visions of the Universe (1981) - How Did We Find Out About the Universe? (1982) - Asimov's Guide to Halley's Comet (1985) - The Exploding Suns (1985) - How Did We Find Out About Sunshine? (1987) | - Did Comets Kill the Dinosaurs? (1987) - Asteroids (1988) - Earth's Moon (1988) - Mars: Our Mysterious Neighbour (1988) - Our Milky Way and Other Galaxies (1988) - Quasars, Pulsars and Black Holes (1988) - Rockets, Probes and Satellites (1988) - Our Solar System (1988) - The Sun (1988) - Uranus: The Sideways Planet (1988) - Saturn: The Ringed Beauty (1988) - How Was the Universe Born? (1988) - Earth: Our Home Base (1988) - Ancient Astronomy (1988) - Unidentified Flying Objects (1988) - The Space Spotter's Guide (1988) - Is There Life on Other Planets? (1989) - Science Fiction, Science Fact (1989) - Mercury: The Quick Planet (1989) - Space Garbage (1989) - Jupiter: The Spotted Giant (1989) - The Birth and Death of Stars (1989) - Think About Space (1989) - cu Frank White - Mythology and the Universe (1989) - Colonizing the Planets and the Stars (1989) - Astronomy Today (1989) - Pluto: A Double Planet (1989) - Piloted Space Flights (1989) - Comets and Meteors (1989) - Neptune: The Farthest Giant (1990) - Venus: A Shrouded Mystery (1990) - The World's Space Programs (1990) - How Did We Find Out About Neptune? (1990) - How Did We Find Out About Pluto? (1991) |

### Pământ
| - Words on the Map (1962) - ABC's of the Ocean (1970) - ABC's of the Earth (1971) - How Did We Find Out the Earth Is Round? (1973) - The Ends of the Earth (1975) - How Did We Find Out About the Earthquakes? (1978) | - How Did We Find Out About Antarctica? (1979) - How Did We Find Out About Oil? (1980) - How Did We Find Out About Coal? (1980) - How Did We Find Out About Volcanoes? (1981) - How Did We Find Out About Atmosphere? (1985) |

### Chimie și biochimie
| - Biochemistry and Human Metabolism (1952) - The Chemicals of Life (1954) - Chemistry and Human Health (1956) - Building Blocks of the Universe (1957) - The World of Carbon (1958) - The World of Nitrogen (1959) - Life and Energy (1962) - The Search for Elements (1962) | - The Genetic Code (1963) - A Short History of Chemistry (1965) - The Noble Gases (1966) - The Genetic Effects of Radiation (1966) - cu Theodosius Dobzhansky - Photosynthesis (1969) - How Did We Find Out About Vitamins? (1974) - How Did We Find Out About DNA? (1985) - How Did We Find Out About Photosynthesis? (1988) |

### Fizică
| - Inside the Atom (1956) - revizuit în 1966 - The Neutrino (1966) - Understanding Physics volumele I, II și III (1966) - Light (1970) - Electricity and Man (1972) - Worlds Within Worlds (1972) - How Did We Find Out About Electricity? (1973) - How Did We Find Out About Energy? (1975) - How Did We Find Out About Atoms? (1976) - How Did We Find Out About Nuclear Power? (1976) | - How Did We Find Out About Solar Power? (1981) - How Did We Find Out About Computers? (1984) - How Did We Find Out About Robots? (1984) - Robots (1985) - cu Karen Frenkel - How Did We Find Out About the Speed of Light? (1986) - How Did We Find Out About Superconductivity? (1988) - How Did We Find Out About Microwaves? (1989) - How Did We Find Out About Lasers? (1990) - Atom (1991) |

### Biologie
| - Races and People (1955) - cu William C. Boyd - The Living River (1960) - The Wellsprings of Life (1960) - The Human Body (1963) - The Human Brain (1964) - A Short History of Biology (1964) - ABC's of Ecology (1972) - How Did We Find Out About Dinosaurs? (1973) - How Did We Find Out About Germs? (1974) | - How Did We Find Out About Human Roots? (1979) - How Did We Find Out About Life in the Deep Sea? (1982) - How Did We Find Out About Beginning of Life? (1982) - How Did We Find Out About Genes? (1983) - How Did We Find Out About Blood? (1987) - How Did We Find Out About Brain? (1987) - The History of Biology (1988) - Little Library of Dinosaurs (1988) |

### Culegeri de articole științifice
| - Only a Trillion (1957) - Fact and Fancy (1962) - View From a Height (1963) - Adding a Dimension (1964) - Of Time and Space and Other Things (1965) - From Earth to Heaven (1966) - Is Anyone There? (1967) - Science, Numbers and I (1968) - The Solar System and Back (1970) - The Stars in Their Courses (1971) - The Left Hand of the Electron (1972) - Today and Tomorrow and... (1973) - The Tragedy of the Moon (1973) - Asimov on Astronomy (1974) - Asimov on Chemistry (1974) - Of Matters Great and Small (1975) - Science Past - Science Future (1975) - Asimov on Physics (1976) - The Planet That Wasn't (1976) ro. Planeta care nu a existat - editura Teora - Asimov on Numbers (1977) | - The Beginning and the End (1977) - Quasar, Quasar, Burning Bright (1978) - Life and Time (1978) - The Road to Infinity (1979) - The Sun Shines Bright (1981) - Change! (1981) - Counting the Eons (1983) - The Roving Mind (1983) - X Stands for Unknown (1984) - The Subatomic Monster (1985) - The Dangers of Intelligence (1986) - Far as the Human Eye Could See (1987) - Past, Present and Future (1987) - The Relativity of Wrong (1988) - The Tyrannosaurus Prescription (1989) - Asimov on Science (1989) - Frontiers (1990) - Out of the Everywhere (1990) - The Secret of the Universe (1990) - Frontiers II (1993) |

### Istorie
| - The Kite That Won the Revolution (1963) - The Greeks (1965) - The Roman Republic (1966) - The Roman Empire (1967) - The Egyptians (1967) - The Near East (1968) - The Dark Ages (1968) - Words From History (1968) - The Shaping of England (1969) - Constantinople (1970) | - The Land of Canaan (1971) - The Shaping of France (1972) - The Shaping of North America (1973) - The Birth of the United States (1974) - Earth: Our Crowded Spaceship (1974) - Our Federal Union (1975) - The Golden Door (1977) - The March of Milennia (1991) - cu Frank White - Asimov's Chronology of the World (1991) |

### Biblie
| - Words in Genesis (1962) - Words from the Exodus (1963) - Asimov's Guide to the Bible, volumele I și II (1968-69) | - The Story of Ruth (1972) - Animals in the Bible (1978) - In the Beginning (1981) |

### Literatură
| - Words from the Myths (1961) - Asimov's Guide to Shakespeare, volumele I și II (1970) - Asimov's Annotated Don Juan (1972) - Asimov's Annotated Paradise Lost (1974) - Familliar Poems (1977) | - Asimov's Sherlockian Limericks (1977) - The Annotated Gulliver's Travels (1980) - How to Enjoy Writing (1987) - cu Janet Asimov - Asimov's Annotated Gilbert & Sullivan (1988) |

### Umor și satiră
| - The Sensuous Dirty Old Man (1971) - Isaac Asimov's Treasury of Humour (1971) - Lecherous Limericks (1975) - More Lecherous Limericks (1976) - Still More Lecherous Limericks (1977) | - Limericks Too Gross (1978) - cu John Ciardi - A Grossary of Limericks (1981) - cu John Ciardi - Limericks for Children (1984) - Asimov Laughs Again (1992) |

### Autobiografie
| - In Memory Yet Green (1979) - In Joy Still Felt (1980) | - I, Asimov: A Memoir (1994) ro. Autobiografie - editura Teora |

### Diverse
| - Opus 100 (1969) - Opus 200 (1979) - Isaac Asimov's Book of Facts (1979) - Isaac Asimov Presents Superquiz (1982) - de Ken Fisher - Isaac Asimov Presents Superquiz II (1983) - de Ken Fisher - Opus 300 (1984) - Living in the Future (1985) - antologator - Future Days (1986) - Isaac Asimov Presents Superquiz III (1987) - de Ken Fisher | - Isaac Asimov Presents: From Harding to Hiroshima (1988) - de Barrington Boardman - Isaac Asimov's Book of Science and Nature Questions (1988) - cu Jason A. Shulman - Isaac Asimov's Science Fiction and Fantasy Story-a-Month 1989 Calendar (1988) - cu Martin H. Greenberg - Isaac Asimov Presents Superquiz IV (1989) - de Ken Fisher - The Complete Science Fair Handbooks (1989) - cu Anthony D. Fredericks |

## Antologii editate de Asimov
| - The Hugo Winners (1962) - Fifty Short Science-fiction Tales (1963) - cu Groff Conklin - Tomorrow's Children (1966) - Where Do We Go From Here? (1971) - The Hugo Winners, volumul II (1971) - Nebula Awards Stories Eight (1973) - Before the Golden Age (1974) - The Hugo Winners, volumul III (1977) - One Hundred Great Science-fiction Short-short Stories (1978) - cu Martin H. Greenber și Joseph D. Olander - Isaac Asimov Presents the Great SF Stories, 1: 1939 (1979) - cu Martin H. Greenberg - Isaac Asimov Presents the Great SF Stories, 2: 1940 (1979) - cu Martin H. Greenberg - The Science Fictional Solar System (1979) - cu Martin H. Greenberg și Charles G. Waugh - The Thirteen Crimes of Science Fiction (1979) - cu Martin H. Greenberg și Charles G. Waugh - The Future in Question (1980) - cu Martin H. Greenberg și Joseph D. Olander - Microcosmic Tales (1980) - cu Martin H. Greenberg și Joseph D. Olander - Isaac Asimov Presents the Great SF Stories, 3: 1941 (1980) - cu Martin H. Greenberg - Who Dun It? (1980) - cu Alice Laurance - Space Mail (1980) - cu Martin H. Greenberg și Joseph D. Olander - Isaac Asimov Presents the Great SF Stories, 4: 1942 (1980) - cu Martin H. Greenberg - The Seven Deadly Sins of Science Fiction (1980) - cu Charles G. Waugh și Martin H. Greenberg - The Future I (1980) - cu Martin H. Greenberg și Joseph D. Olander - Isaac Asimov Presents the Great SF Stories, 5: 1943 (1981) - cu Martin H. Greenberg - Catastrophes (1981) - cu Martin H. Greenberg și Charles G. Waugh - Isaac Asimov Presents the Best SF of the 19th Century (1981) - cu Charles G. Waugh și Martin H. Greenberg - The Seven Cardinal Virtues of Science Fiction (1981) - cu Charles G. Waugh și Martin H. Greenberg - Fantastic Creatures (1981) - cu Martin H. Greenberg și Charles G. Waugh - Raintree Reading Series I (1981) - cu Martin H. Greenberg și Charles G. Waugh - Miniature Mysteries (1981) - cu Martin H. Greenberg și Joseph D. Olander - The Twelve Crimes of Christmas (1981) - cu Carol-Lynn Rössel și Martin H. Greenberg - Isaac Asimov Presents the Great SF Stories, 6: 1944 (1981) - cu Martin H. Greenberg - Space Mail (1981) - cu Martin H. Greenberg și Charles G. Waugh - Tantalizing Locked Room Mysteries (1982) - cu Charles G. Waugh și Martin H. Greenberg - TV: 2000 (1982) - cu Charles G. Waugh și Martin H. Greenberg - Laughing Space (1982) - cu J. O. Jeppson - Speculations (1982) - cu Alice Laurance - Flying Saucers (1982) - cu Martin H. Greenberg și Charles G. Waugh - Raintree Reading Series II (1982) - cu Martin H. Greenberg și Charles G. Waugh - Dragon Tales (1982) - cu Martin H. Greenberg și Charles G. Waugh - Big Apple Mysteries (1982) - cu Carol-Lynn Rössel și Martin H. Greenberg - Isaac Asimov Presents the Great SF Stories, 7: 1945 (1982) - cu Martin H. Greenberg - The Last Man on Earth (1982) - cu Martin H. Greenberg și Charles G. Waugh - Science Fiction A to Z (1982) - cu Martin H. Greenberg și Charles G. Waugh - Isaac Asimov Presents the Best Fantasy of the 19th Century (1982) - cu Charles G. Waugh și Martin H. Greenberg - Isaac Asimov Presents the Great SF Stories, 8: 1946 (1982) - cu Martin H. Greenberg - Isaac Asimov Presents the Great SF Stories, 9: 1947 (1983) - cu Martin H. Greenberg - Show Business Is Murder (1983) - cu Carol-Lynn Rössel și Martin H. Greenberg - Hallucination Orbit (1983) - cu Charles G. Waugh și Martin H. Greenberg - Caught in the Organ Draft (1983) - cu Martin H. Greenberg și Charles G. Waugh - The Science Fiction Weight-Loss Book (1983) - cu Goerge R. R. Martin și Martin H. Greenberg - Isaac Asimov Presents the Best Horror and Supernatural Stories of the 19th Century (1983) - cu Charles G. Waugh și Martin H. Greenberg - Starships (1983) - cu Martin H. Greenberg și Charles G. Waugh - Isaac Asimov Presents the Great SF Stories, 10: 1948 (1982) - cu Martin H. Greenberg - The Thirteen Horrors of Halloween (1983) - cu Carol-Lynn Rössel și Martin H. Greenberg - Creations (1983) - cu George Zebrowski și Martin H. Greenberg - Wizards (1983) - cu Martin H. Greenberg și Charles G. Waugh - Those Amazing Electronic Machines (1983) - cu Martin H. Greenberg și Charles G. Waugh - Computer Crimes and Capers (1983) - cu Martin H. Greenberg și Charles G. Waugh - Intergalactic Empires (1983) - cu Martin H. Greenberg și Charles G. Waugh - Machines That Think (1983) - cu Patricia S. Warrick și Martin H. Greenberg | - 100 Great Fantasy Short Stories (1984) - cu Terry Carr și Martin H. Greenberg - Raintree Reading Series III (1984) - cu Martin H. Greenberg și Charles G. Waugh - Isaac Asimov Presents the Great SF Stories, 11: 1949 (1984) - cu Martin H. Greenberg - Witches (1984) - cu Martin H. Greenberg și Charles G. Waugh - Murder on the Menu (1984) - cu Carol-Lynn Rössel și Martin H. Greenberg - Young Mutants (1984) - cu Martin H. Greenberg și Charles G. Waugh - Isaac Asimov Presents the Best Science Fiction Firsts (1984) - cu Charles G. Waugh și Martin H. Greenberg - The Science Fiction Olympics (1984) - cu Martin H. Greenberg și Charles G. Waugh - Fantastic Reading (1984) - cu Martin H. Greenberg și David C. Yeager - Election Day: 2084 (1984) - cu Martin H. Greenberg - Isaac Asimov Presents the Great SF Stories, 12: 1950 (1984) - cu Martin H. Greenberg - Young Extraterrestrials (1984) - cu Martin H. Greenberg și Charles G. Waugh - Sherlock Holmes Through Time and Space (1984) - cu Martin H. Greenberg și Charles G. Waugh - Supermen (1984) - cu Martin H. Greenberg și Charles G. Waugh - Thirteen Short Fantasy Novels (1984) - cu Martin H. Greenberg și Charles G. Waugh - Cosmic Knights (1984) - cu Martin H. Greenberg și Charles G. Waugh - The Hugo Winners, volumul IV (1985) - Young Monsters (1985) - cu Martin H. Greenberg și Charles G. Waugh - Spells (1985) - cu Martin H. Greenberg și Charles G. Waugh - Great Science Fiction Stories by the World's Greatest Scientists (1985) - cu Martin H. Greenberg și Charles G. Waugh - Isaac Asimov Presents the Great SF Stories, 13: 1951 (1985) - cu Martin H. Greenberg - Amazing Stories Anthology (1985) - cu Martin H. Greenberg - Young Ghosts (1985) - cu Martin H. Greenberg și Charles G. Waugh - Thirteen Short Science Fiction Novels (1985) - cu Martin H. Greenberg și Charles G. Waugh - Giants (1985) - cu Martin H. Greenberg și Charles G. Waugh - Isaac Asimov Presents the Great SF Stories, 14: 1952 (1986) - cu Martin H. Greenberg - Comets (1986) - cu Martin H. Greenberg și Charles G. Waugh - Young Star Travellers (1986) - cu Martin H. Greenberg și Charles G. Waugh - The Hugo Winners, volumul V (1986) - Mythical Beasts (1986) - cu Martin H. Greenberg și Charles G. Waugh - Tin Stars (1986) - cu Martin H. Greenberg și Charles G. Waugh - Magical Wishes (1986) - cu Martin H. Greenberg și Charles G. Waugh - Isaac Asimov Presents the Great SF Stories, 15: 1953 (1986) - cu Martin H. Greenberg - The Twelve Frights of Christmas (1986) - cu Martin H. Greenberg și Charles G. Waugh - Isaac Asimov Presents the Great SF Stories, 16: 1954 (1987) - cu Martin H. Greenberg - Young Witches and Warlocks (1987) - cu Martin H. Greenberg și Charles G. Waugh - Devils (1987) - cu Martin H. Greenberg și Charles G. Waugh - Hound Dunnit (1987) - cu Martin H. Greenberg și Carol-Lynn Rössel Waugh - Space Shuttles (1987) - cu Martin H. Greenberg și Charles G. Waugh - Atlantis (1988) - cu Martin H. Greenberg și Charles G. Waugh - Isaac Asimov Presents the Great SF Stories, 17: 1955 (1988) - cu Martin H. Greenberg - Encounters (1988) - cu Martin H. Greenberg și Charles G. Waugh - Isaac Asimov Presents the Best Crime Storie of the 19th Century (1988) - The Mammoth Book of Classic Science Fiction (1988) - cu Charles G. Waugh și Martin H. Greenberg - Monsters (1988) - cu Martin H. Greenberg și Charles G. Waugh - Isaac Asimov Presents the Great SF Stories, 18: 1956 (1988) - cu Martin H. Greenberg - Ghosts (1988) - cu Martin H. Greenberg și Charles G. Waugh - The Sport of Crime (1988) - cu Carol-Lynn Rössel Waugh și Martin H. Greenberg - Isaac Asimov Presents the Great SF Stories, 19: 1957 (1989) - cu Martin H. Greenberg - Tales of the Occult (1989) - cu Martin H. Greenberg și Charles G. Waugh - Purr-fect Crime (1989) - cu Carol-Lynn Rössel Waugh și Martin H. Greenberg - Robots (1989) - cu Martin H. Greenberg și Charles G. Waugh - Visions of Fantasy (1989) - cu Martin H. Greenberg - Curses (1989) - cu Martin H. Greenberg și Charles G. Waugh - The New Hugo Winners, volumul VI (1989) - cu Martin H. Greenberg - Senior Sleuths (1989) - cu Martin H. Greenberg și Carol-Lynn Rössel Waugh - Cosmic Critiques (1990) - cu Martin H. Greenberg - Isaac Asimov Presents the Great SF Stories, 20: 1958 (1990) - cu Martin H. Greenberg |